# Моника Фагерхолм
Моника Фагерхолм (на фински: Monika Fagerholm) е финландска писателка на произведения в жанра криминален роман, трилър и социална драма. Пише на шведски език.

## Биография и творчество
Моника Фагерхолм е родена на 26 февруари 1961 г. в Хелзинки, Финландия, в семейството на Нилс-Ерик Фагерхолм и Кристина Хергорд, университетски преподавател и библиотекарка. Израства в предградията. Следва психология и литература в Хелзинкския университет, който завършва с бакалавърска степен по хуманитарни науки през 1987 г. След дипломирането си известно време работи като журналистка.
През 1987 г. прави литературния си дебют със сборника с разкази „Шам“, а през 1990 г. е издаден другият му сборник с разкази „Патриция“.
Първият ѝ роман "Красиви жени на плажа" (Underbara kvinnor vid vatten) е издаден през 1994 г. Той разказва за живота на финландско-шведската средна класа през три лета на 1960-те години, чрез новите взаимоотношения на тричленното семейство Енгблом и семейство Авгел. Романът е много успешен, номиниран е за най-голямата литературна награда във Финландия и други награди, преведен е на девет езика и през 1998 г. е екранизиран в едноименния филм с участието на Марика Крук. През 1998 г. е последван от култовия роман „Дива“, който печели наградата на Шведското литературно общество.
През 2005 г. е публикуван трилърът ѝ „Момичето от Америка“. В историята, странно момиче, убивайки времето си в увеселителен парк на Кони Айлънд, записва на автомат грамофонна плоча с песен. След време то се замесва в любовен триъгълник и мистериозно се удавя в едно финландско езеро. Плочата ѝ и мистерията стават част от тийнейджърска митология и подхранва желание в юношите за откриване на истината. Романът получава наградата „Август“ и е драматизиран през 2007 г. Романът ѝ Glitterscenen (Блякавата сцена) от 2009 г. е негово независимо продължение.
През 2019 г. е издаден романа ѝ "Кой уби бамби?" (Vem dödade bambi?), който третира случай на групово изнасилване и последиците от него. Романът получава наградата „Толандър“ и наградата за литература на Северния съвет през 2020 г.
Освен посочените, писателката получава няколко други награди и признания. През 1995, 1999 и 2005 г. получава наградата на Шведското литературно общество във Финландия. През есента на 2009 г. получава петгодишна държавна творческа стипендия. През 2010 г. е удостоена с почетния знак Pro Finlandia, а през 2013 г. получава Държавната награда за литература. През пролетта на 2016 г. е удостоена със скандинавската награда на Шведската академия.
Писателката се счита за доброволно бездетна и има проблеми с алкохола.
Моника Фагерхолм живее в Расепори.

## Произведения

### Самостоятелни романи
- Underbara kvinnor vid vatten (1994)[1]
- Diva (1998) – награда на Шведското литературно общество
- Lola uppochner (2012)
- Vem dödade bambi? (2019) – награда „Толандър“ и награда на Северния съвет

### Поредица „Краят на бляскавата сцена“ (Slutet på glitterscenen)
1. Den amerikanska flickan (2005) – награда „Август“[1]
Момичето от Америка, изд.: ИК „Персей“, София (2018), прев. Ростислав Петров
2. Glitterscenen (2009)

### Сборници
- Sham (1987) – разкази[1]
- Patricia (1990) – разкази
- Havet (2012) – 4 есета

### Екранизации
- 1998 Underbara kvinnor vid vatten